# Национальное центральное бюро Интерпола МВД России
Национальное центральное бюро Интерпола МВД России — подразделение МВД РФ для участия России в деятельности Международной организации уголовной полиции. Было образовано в составе МВД СССР в 1991 году после принятия СССР в Интерпол по итогам голосования на сессии Генеральной Ассамблеи Интерпола в Оттаве 27 сентября 1990 года. С тех пор 27 сентября считается днём рождения НЦБ Интерпола в России. В 1996 году был подготовлен и подписан Указ президента от 30 июля 1996 г., устанавливающий правовые основы деятельности НЦБ Интерпола в России. НЦБ Интерпола осуществляет свою деятельность исключительно в сфере борьбы с общеуголовными преступлениями, не затрагивая преступлений, носящих политический, военный, религиозный и расовый характер.

## История
СССР был принят в Интерпол 27 сентября 1990 года на сессии Генеральной ассамблеи в Оттаве. В 1991 году в структуре центрального аппарата МВД СССР на правах управления было создано Национальное центральное бюро Интерпола — орган, осуществляющий непосредственное взаимодействие правоохранительных и других государственных органов СССР с полицией зарубежных стран и Генеральным секретариатом Интерпола.
После распада СССР правопреемником стало российское бюро Интерпола — Национальное центральное бюро Интерпола МВД России.
Начальник Национального центрального бюро Интерпола МВД России, с ноября 2014 года член исполнительного комитета Интерпола, а с ноября 2016 года вице-президент Интерпола — генерал-майор полиции Александр Васильевич Прокопчук